# 六つの星
『六つの星』（むっつのほし）は、1976年5月1日にプロ野球・セントラル・リーグ連盟公認歌として発売された細川たかしの4枚目のシングル。

## 解説
- セントラル・リーグの発足25周年を迎えた1976年の記念事業として企画され、演歌歌手・細川たかしをメインボーカルに、セ・リーグ参加各チームから主力選手1名ずつ（読売ジャイアンツ・王貞治、ヤクルトスワローズ・松岡弘、大洋ホエールズ・平松政次、中日ドラゴンズ・星野仙一、阪神タイガース・田淵幸一、広島東洋カープ・山本浩二）がバックコーラスを務めた。
- 1976年当時、セ・リーグの各球場で流されていた[1]。

## 収録曲
- 両楽曲共に、作詞：能丸武／補作詞：中山大三郎／編曲：高田弘

1. 六つの星（セントラル・リーグ連盟歌）（4分17秒）
作曲：中山大三郎
2. 明日に賭けろ（セントラル・リーグ闘魂歌）（3分48秒）
作曲：能丸武

## 続編・『ビクトリー』
『ビクトリー』は、1984年4月1日にプロ野球・セントラル・リーグ賛歌として発売された細川たかしの21枚目のシングル。

### 解説
- 日本プロ野球誕生50年、セントラル・リーグ誕生35年を迎えた1984年、「六つの星」の続編「ビクトリー」を発表。前作同様、細川たかしをメインボーカルに、やはりセ・リーグ参加各チームの主力選手1名ずつ（読売ジャイアンツ・原辰徳、ヤクルトスワローズ・荒木大輔、横浜大洋ホエールズ・遠藤一彦、中日ドラゴンズ・宇野勝、阪神タイガース・岡田彰布、広島東洋カープ・高橋慶彦）がバックコーラスを務めた。

### 収録曲
- 両楽曲共に、作詞：能丸武／作曲：中山大三郎／編曲：高田弘

1. ビクトリー（セントラル・リーグ賛歌）（3分49秒）
2. 燃えろ若き星（セントラル・リーグ応援歌）（3分3秒）